# Кюннет, Вальтер
Вальтер Кюннет (нем. Walter Künneth) (1 января 1901 — 26 октября 1997) — немецкий теолог, член Исповедующей церкви, оппонент Бультмана в споре о демифологизации Нового Завета, автор богословского труда «Теология воскресения» (нем. Theologie der Auferstehung).
Родился в баварском городе Этцельванг. В период нацистского правления критиковал официальный расистский антисемитизм с позиций христианского антисемитизма:

Тлетворность современного «мирового еврейства» (нем. Weltjudentum) — следствие проклятия, тяготеющего над евреями после того, как они распяли Христа. Розенберг же, отвергая христианство, не может постичь этот глубочайший источник описанной им расовой вражды.